# The Shooting of Dan McGoo
Убийство Дэна Макгу (англ. The Shooting of Dan McGoo) — короткометражный мультипликационный комедийный фильм, выпущенный в 1945 году компанией Metro-Goldwyn-Mayer. Режиссёр Текс Эвери, продюсер Фред Куимби, сценарист Хек Аллен, мультипликаторы: Эд Лав, Рэй Абрамс, Престон Блэйр, композитор Скотт Брэдли.

## Сюжет
Действие фильма происходит в маленьком поселении на Аляске под названием Coldernell с населением в 320 человек (число стремительно сокращается). Основным времяпрепровождением для местных жителей являются карты, перестрелки и выпивка. В город прибывает Волк, который первым делом отправляется в салун. Там он наблюдает выступление Рыжей («Red», см. «Red Hot Riding Hood»), приходит по своему обыкновению в сильное возбуждение и пытается её похитить. Начинается перестрелка, сопровождающаяся многочисленными гэгами, после чего Волк и Друппи оказываются один на один, «свет погас, женщина закричала и раздались два выстрела в темноте». Когда свет был включён, Друпи оказался тем, кто выиграл в перестрелке.
Рыжая называет Друпи «мой герой» и дарит ему поцелуй, от которого тот приходит в необыкновенное волнение и начинает вести себя так же, как накануне Волк.

## Разное
- Мультфильм начинается как экранизация поэмы Роберта Сёрвиса «Выстрел Дэна МакГрю» вплоть до метафоры про человека, «стоящего одной ногой в могиле», но лишь до того момента, когда Дэном Макгу оказывается Друпи.
- В дальнейшем для телевизионного показа фильм был перемонтирован: из него вырезаны две сцены, использующие тему курения как основу для гэга, и изменены заглавные титры[2].